# Nemoc tretej moci
Nemoc tretej moci je slovenský dokumentární film autorky Zuzany Piussi z roku 2011. Tématem filmu je stav slovenského soudnictví. Kvůli filmu čelí Zuzana Piussi žalobě o porušení důvěrnosti ústního projevu a hrozí jí trest až dva roky vězení.
Tvůrci filmu spolu se Slovenskou televizí čelili žalobě. Důvodem je rozhovor Zuzany Laukové s tehdejší předsedkyní Okresního soudu Bratislava a bývalou členkou Soudní rady SR Helenou Kožíkovou. Lauková je dcera soudkyně Marty Laukové, která odmítla ovlivňování v rozhodování o vazbě člena gangu a následně měla být šikanována vedením soudu i během vážné nemoci. Kožíková jako nová předsedkyně Okresního soudu „zastavila vyplácení příplatků k náhradě příjmu a k nemocenskému“ údajně účelové pracovní neschopnosti soudkyně Laukové. Lauková zemřela v červenci 2011. Soudkyně Kožíková podala trestní oznámení na Slovenskou televizi za odvysílání dokumentu v relaci Pod lampou a žádá odškodné 30 tisíc eur. Mělo jít o čin porušování důvěrnosti ústního projevu osobní povahy. Piussi na svou obranu prohlásila, že Kožíková o natáčení věděla a schválila jej. Režisérce dokumentu tak hrozí až dvouletý trest odnětí svobody. Tato hrozba vyvolala reakce umělecké i laické veřejnosti.
Několik známých i méně známých osobností podepsalo „Prohlášení k trestnímu stíhání Zuzany Piussi“ na podporu režisérky a nesouhlasu s trestním stíháním její osoby. Zuzany Piussi se zastal i ministr zahraničních věcí České republiky Karel Schwarzenberg; film a jeho režisérku údajně vzpomněl na společném jednání vlád ČR a SR: „Natočila skvělý film, a jestliže bude odsouzená, tak se vrátíme o dvacet pět let zpátky“. Aktivista a předseda OKS Ondrej Dostál na svém blogu zveřejnil článek Pokud zavřete Piussi, tak i mne, prosím. Na základě toho podal trestní oznámení na sebe sama a policie ho v listopadu 2012 ve věci i vyslechla. Schvalování trestného činu je také trestným činem.
Nemoc třetí moci se zúčastnil 18. ročníku Mezinárodního festivalu lokální televize 2012 v Košicích. Film je distribuován prostřednictvím webstránky týdeníku .týždeň a jiných internetových médií.
V Česko-Slovenské filmové databázi měl film v prosinci 2012 hodnocení 72%. Dostal se na 4. místo kategorie Film v anketě Deníku SME o kulturní událost roku. Autorčiny filmy Od Fica do Fica a Křehká identita se také umístily v první pětce.